# Елена Образцова
Еле́на Васи́лиевна Образцо́ва (7 юли 1939 г., Ленинград, СССР – 12 януари 2015 г., Лайпциг, Германия) е съветска и руска оперна певица (мецосопран) от световна величина, оперен режисьор, вокален педагог, професор в Московската консерватория.
Носителка е на почетните звания „Герой на социалистически труд на СССР“, „Народна артистка на СССР“, лауреат е на Ленинска награда и на Държавна награда на РСФСР „Михаил Глинка“.

## Биография

### Ранни години
Родена е на 7 юли 1939 г. в Ленинград (днешен Санкт Петербург), СССР, в семейството на Василий Алексеевич Образцов (1905 – 1989) и Наталия Ивановна Образцова (1913 – 1994). Баща ѝ е инженер-конструктор, специалист по турбини, майка ѝ е техник-конструктор. Фамилията Образцови живее в старинен апартамент с 10 стаи, собственост на Алексей Михайлович Образцов, дядо по бащина линия. През 1937 г. той е репресиран от сталинския режим и по-късно загива в магадански лагер. Големият апартамент е разделен на няколко квартири, превърнат е в комунално жилище и семейството на Елена заема в него само една стая.
В семейството няма професионални музиканти, но всички се увличат от музика, театър, изкуство. Василий Образцов свири на цигулка и китара, пее с хубав баритон. Брат му Алексей Алексеевич е актьор и режисьор, а сестра му Анастасия Алексеевна работи в художествената работилница на Кировския театър (днес Мариински театър). По време на своята служебна командировка в Италия през 1936 г. Василий Образцов посещава няколко оперни представления в Ла Скала. Той закупува и донася със себе червен албум с колекция от плочи със записите на Карузо и други големи италиански оперни изпълнители. След години, слушайки тези плочи, Елена се запознава със света на операта.
Със самото начало на Великата отечествена война Василий Образцов отива на фронт и воюва до последния ѝ ден. Семейството му остава в Ленинград. Елена и майка ѝ преживяват първата и най-тежката зима на блокадата на града (1941 – 1942 г.). През 1943 г. те успяват да се евакуират в град Устюжна на Вологодската област. Баба ѝ по майчина линия, Александра Фьодоровна Бичкова, остава в Ленинград до края на блокадата. Албумът с плочите е запазен благодарение на нея. В Устюжна Елена е кръстена в местната църква. Нейната кръстница става леля ѝ Анастасия Алексеевна.
След края на войната семейството се връща в Ленинград, където малката Елена тръгва на училище. Това е периодът, през който тя се запознава с театралния живот. Тя слуша, как чичо ѝ в съседната стая репетира ролите си, посещава с него театралните постановки, запознава се с живота на артистите зад кулисите. Всичко това ѝ харесва и тя се увлича от театър. Решаващо значение за нейното музикално развитие изиграва постъпването в хора на Двореца на пионерите през 1948 г. Посещава също кръжока за солово пеене.

### Образование
През лятото на 1954 г. баща ѝ е назначен като главен конструктор на завода за производство на котли в град Таганрог и заедно със семейството си се мести там. В града няма музикален театър, но музикален живот все пак има благодарение на ентусиастите от местната музикална школа „П. И. Чайковски“. Школата има собствен симфоничен оркестър и вокални курсове за възрастни, водени от бивша певица. Две години Елена учи при нея вокал, пее соло и дуети, участва в много местни концерти. През май на 1957 г. на един от концертите на вокалния клас на музикалната школа Елена е забелязана от директорката на музикалното училище на град Ростов. По нейна препоръка приемат Елена във втори курс на училището. Това съвпада с преместването на баща ѝ на работа в Ростов и цялото семейство заминава за там.  Бащата на Елена не поощрява стремежа ѝ към музикална професия. Той се опитва да я насочва към техническа специалност и я насърчава да продължи образованието си в Таганрогския радиотехнически институт. Елена обаче се проваля на приемните изпити и през лятото на 1958 г. заминава за ваканция в Ленинград. Там, без да предупреди родителите си, успява да постъпи в подготвителното отделение на Ленинградската държавна консерватория „Н. А. Римски-Корсаков“. По телефона съобщава на майка си, че остава в Ленинград. Баща ѝ не приема нейното решение и цяла година не говори на дъщеря си.
В консерваторията учи вокал при известната педагожка Антонина Андреевна Григориева, бивша оперна и камерна певица и солистка на Ленинградската филхармония. Операта изучава в класа на оперния режисьор Алексей Николаевич Киреев. В оперния клас тя представя няколко сцени и арии, легенда на консерватория става дуетът от операта Кармен, изпълнен с Владимир Атлантов. През студентските години участва в много концерти, има и свой първи солов концерт.
1962 г. е наситена с щастливи събития. През август печели златен медал на вокалния конкурс на VIII Световен фестивал на младежта и студентите в Хелзинки. След този успех тя самостоятелно взима решение да се готви за Всесъюзен конкурс за вокалисти „М. И. Глинка“. Той се провежда в Москва през декември на 1962 г. и тя отново печели първа награда. След този конкурс тя е поканена за прослушване в Болшой театър и като резултат на нея се предлага да подготви за следващия сезон партиите на Марина Мнишек (опера на Модест Мусоргски „Борис Годунов“), Полина (опера на Пьотър Чайковски „Дама Пика“) и Амнерис (опера на Джузепе Верди „Аида“).
През 1963 г., още студентка в консерваторията, има дебют на сцената на Болшой театър с партията на Марина Мнишек. През 1964 г. завършва консерваторията. Същата година става солистка на Болшой театър и участва в първото турне на театъра на сцената на Миланската опера „Ла Скала“. Нейното изпълнение на ролята на гувернантката в операта на Чайковски „Дама Пика“, макар и скромно като партия, е забелязано от италианската публика и преса. По-нататък в кариерата си тя излиза на сцената на Ла Скала в главни партии.
Образцова говори на италиански и френски език, пее на 9 езика. За своите майсторски класове в чужбина се подготвя, като научава професионалната терминология на съответния език. Така прави дори за класовете си в Япония. 

### Творческа кариера
По време на първия си сезон в Болшой Образцова изпълнява 8 партии. Освен оперни изпълнения представя също камерни произведения. През 1965 г. в камерната зала на Ленинградската филхармония има свой първи солов концерт като солистка на Болшой театър. В него включва романсите на Чайковски, Рахманинов, испански песни и др. Акомпанира ѝ известният пианист Евгений Шендерович. През 1966 г. Композиторът Матвей Блантер създава и посвещава на певицата вокалния цикъл „Цигански песни“ и тя е първата му изпълнителка. 1968 г. е забележителна със срещата с композитора Георги Свиридов, с когото има много плодотворно и дълго сътрудничество. Специално за нея той съчинява вокалния цикъл „Десет песни по стихове на Александър Блок“ (1980), прави редакция за мецосопран на своята вокална поема по стихове на Сергей Есенин (1983).
Повратна точка в творческата кариера на певицата става турнето с Болшой във Франция (зима 1969 – 1970). Нейното изпълнение на Марина Мнишек има триумфален успех. След него тя е поканена да участва в „Кармен“ на Парижката опера, получава предложение от прочутия импресарио Соломон Юрок (работил още с Фьодор Шаляпин) и се запознава със своята любима певица Мария Калас.
От началото на 70-те години започва възходът на певицата на световните сцени. През 1972 г. осъществява своето първо персонално турне в Париж, където изпълнява солови концерти. С операта „Трубадур“ на Верди открива оперния сезон в Сан Франциско (1975). В този спектакъл нейните партньори са Лучано Павароти и Джоан Съдърланд. През 1976 г. Образцова е поканена като солистка в „Метрополитън опера“, където има сензационен успех със своето изпълнение на Амнерис в операта „Аида“ на Верди. Публиката ѝ аплодира 15 минути.
През 1977 г. с изпълнението на ролята на Далила в Метрополитън опера прави впечатление с гласовите си възможности. В руските опери тя изпълнява главните партии на Марфа в „Хованщина“ на Модест Мусоргски, Любаша в „Царска невеста“ на Римски-Корсаков, Графинята в „Дама пика“ на Чайковски. Тази партия тя изпълнява от 1965 г. почти 40 години. Пее на много известни музикални фестивали, в това число на Международния фестивал в Оранж (дебют през 1979 г. – Далила) и Залцбургски фестивал (дебют през 1978 г. – Еболи). Франко Дзефирели я кани за ролята на Сантуца в своя филм-опера „Селска чест“ (1982). В този филм на нея партнира Пласидо Доминго.
Нейната концертна дейност е също толкова голяма и разнообразна, колкото оперната. Репертоарът ѝ включва произведенията на над 100 композитори от различни епохи. Жанровото разнообразие е огромно: оперна, камерна, кантатно-ораториална, църковна музика, руски песни, старинни романси, класическа оперета и дори класически джаз.
Свои най-велики и най-любими партньори нарича тенорите Владимир Атлантов и Пласидо Доминго. Особено цени работата с диригентите Даниел Баренбойм, Херберт фон Караян, Пласидо Доминго.
Снима се в няколко музикални филма, записва над 50 диска с големи звукозаписни компании и именити диригенти. Един от последните е произведен през 2010 г. от фирмата Decca Classics, която записва операта на Умберто Джордано „Андре Шение“ с диригент Марко Армилиато. Освен Образцова в проекта участват Андреа Бочели и Виолета Урмана.
През 1986 г. дебютира като режисьор и поставя на сцената на Болшой театър операта „Вертер“ на Жул Масне (диригент-постановчик – Алгис Жюрайтис), където изпълнява главната партия.
През 1999 г. има дебют на драматична сцена – играе главната роля в спектакъла на режисьора Роман Виктюк „Антонио фон Елба“ по текст на Ренато Майнарди (театър на Роман Виктюк, Москва). През 2012 г. играе в спектакъла „Реквием за Радамес“ на Алдо Николай (режисьор Роман Виктюк, Театър на сатира, Москва).
Освен с изпълнителска Образцова се занимава също с педагогическа и организационна дейност. Преподавателската ѝ дейност започва от 1973 г. в Московската консерватория „П. И. Чайковски“, където преподава до 1994 г. От 1984 г. става там професор. През последните години преподава в Токийската музикална академия, професор е в катедрата за солово пеене на Института за музика, театър и хореография на Руския държавен педагогически университет „А. Герцен“. Дава майсторски класове в Санкт Петербург и Москва, в страните от Европа, в Япония, председател е на журитата на редица европейски международни конкурси за вокалисти.
През периода 2007 – 2008 г. тя е художествен ръководител на оперната трупа на Санктпетербургския театър за опера и балет „М.П. Мусоргски“, известен като Михайловски театър. За годината, която посвещава на работата в театъра, в сотрудничество с италианска група постановчици представя с голям успех две премиери: операта „Селска чест“ на П. Маскани и „Любовен еликсир“ на Г. Доницети.
През 1998 г. учредява в Санкт Петербург културен център, носещ нейно име, и работи там с млади изпълнители. През 2011 г. учредява Благотворителен фонд за подкрепа на музикалносто изкуство, основните задачи на който са образователните проекти, создаване на Международната музикална академия, строителството и подкрепата на детските музикални училища.

### Личен живот
Като студентка Елена се запознава с млад физик-аспирант, Вячеслав Петрович Макаров, който подработва като статист в операта. Те се женят през есента на 1965 г. и бракът им продължава 17 години. През 1966 г. ражда им се дъщеря, която по настояването на бащата наричат Елена. Семейството е задружно, Вячеслав помага на съпругата си, отделя много време на възпитанието на дъщеря им. Те посрещат гости от артистическата среда на певицата и у дома им често идва Алгис Жюрайтис, диригент в Болшой театър. С него тя работи успешно няколко години. Те записват песните на Вагнер, рапсодия за алт на Брамс, програма на Виенската класическа оперета и др. Професионалните и приятелските отношения между Алгис и Елена неочаквано за самата нея се превръщат в силни чувства. След колебания Елена решава да напусне съпруга си. Разводът за нея е тежък, защото дъщерята не ѝ прощава разделянето на семейството, остава с баща си и почти 3 години не иска да говори с майка си. 
Елена и Алгис се женят през декември 1983 г. За изненада на Елена, Вячеслав също скоро се жени и създава друго семейство. Съвместния живот с Алгис е много щастлив и изпълнен с обща творческа работа. В средата на 80-те години те представят програми с руска, италианска и френска оперна музика и класическа оперета на сцените на концертните зали в Москва, Ленинград, Новосибирск, Тбилиси. Имат турнета в Прага, Будапеща, Охрид, Палермо, Валенсия, Милано. С голям успех се ползва концертното изпълнение на операта „Орфей и Евридика“ на Кристоф Глук в Голямата зала на Ленинградската филхармония.  Алгис Жюрайтис умира след тежко боледуване в края на октомври на 1998 г. Елена тежко понася загубата, бори се със своята депресия чрез работа и концертиране. 
Съдбата изпраща на голямата певица не едно изпитание. От дете страда от мигрена и предполага, че това е от гладуването по време на блокадата в Ленинград. Вече известна певица, тя прекарва 5 години почти сляпа поради отлепването на ретината на окото и травматичните катаракти. Травмата е в резултат на падане от велосипед, а животът пипнешком продължава, докато нейната близка приятелка не уреди лечение в Испания. По време на представление на „Кармен“ в Мариинския театър си чупи ръката, слагат ѝ упойка, продължава до края на спектакъла и след това направо в роклята на Кармен заминава за операция в болница. Ограбват нейната вила, обират апартамента, крадат колата – на всичко тя отговаря: „Благодаря, че само това“, вярвайки, че винаги може да е още по-зле.

### Последни години
Последните години Образцова живее основно със семейството на дъщеря си Елена. У дома ѝ живеят и нейните домашни любимци – кучета. Дъщерята Елена също е певица и те заедно участват в концертни турнета. По ирония на съдбата Образцова повтаря поведението на баща си – тя не насърчава музикалната кариера на дъщеря си, а напротив, насочва я към журналистиката. Все пак младшата Елена успява да извърви своя път към мечтаната професия, а след като учи една година при Монсерат Кабайе, получава признанието и на майка си. 
Изцяло посветена на своето творчество и много работлива, Образцова има искрен характер, обича да се шегува, да разказва анекдоти, да се прави на „хулиганка“. Прави си татуировка, за да излезе като водеща на концерт заедно с руския рапър Тимати. Изненадва своята публика с джазови изпълнения. Религиозна е и вярва, че талантът ѝ е от Бога и трябва да го отработва.
Последните година и половина от живота си Елена Образцова страда от левкемия. Отначало отказва лечение, защото не иска да спира концертната си дейност. По-късно започва лечение в Москва, но след влошаване на състоянието тя приема да замине за Германия. В лайпцигската клиника намират подходящ донор и провеждат трансплантация на костния мозък. Самата операцията е успешна, но 75-годишната Образцова не се възстановява така добре, както се очаква, възникват усложнения.
Поради болестта се отменя концертът, планиран за 11 декември 2014 г. в Държавния кремълски дворец. В клиниката в Лайпциг певицата е посетена от своите дългогодишни приятели Йосиф Кобзон и Валентина Терешкова. 
Елена Образцова умира на 12 януари 2015 г. в Лайпциг. Гражданската прощална церемония се провежда на 14 януари в Болшой театър. Заупокойната служба е на 15 януари в Катедралния храм Христос Спасител. Води я председателят на синодалния отдел за религиозно образование и катехизация митрополит Ростовский и Новочеркаский, Меркурий. Същия ден Елена Образцова е погребана на Новодевическото гробище в Москва.

## Семейство
- Съпруг:
  - Вячеслав Петрович Макаров (род. 1938) – физик-теоретик, доцент на катедра ФН4 в Московски държавен технически университет „Н. Е. Бауман“.
  - Алгис Марцелович Жюрайтис (1928 – 1998) – диригент на Болшой театър, народен артист на РСФСР, лауреат на Държавната награда на СССР.
- Деца и внуци:
  - дъщеря – Елена Вячеславовна Макарова (род. 1966), певица, оперен глас мецосопран.
    - внук – Александър Макаров (род. 1988).
    - внучка – Елия (род. 2010 г.).

## Творчество

### Оперни партии
- М. Мусоргски „Борис Годунов“, Москва, Болшой театър, 1963 г. – Марина Мнишек
- П. Чайковски „Дама Пика“, Москва, Болшой театър, 1964 г. – Полина, Гувернантка, Графиня
- С. Прокофиев „Война и мир“, Москва, Болшой театър, 1964 г. – Княжна Мария, Елен Безухова, Ахросимова
- Дж. Верди „Аида“, Москва, Большой театр, 1965 г. – Амнерис
- Б. Бритън „Сън в лятната нощ“, Москва, Болшой театър, 1967 г. – Оберон (първа изпълнителка в Русия)
- Н. Римски-Корсаков „Царска невеста“, Москва, Болшой театър, 1967 г. – Любаша
- А. Бородин „Княз Игор“, Москва, Болшой театър, 1968 г. – Кончаковна
- М. Мусоргски „Хованщина“, Москва, Болшой театър, 1968 г. – Марфа
- С. Прокофиев „Семьон Котко“, Москва, Болшой театър, 1970 г. – Фрося
- С. Прокофиев „Война и мир“, Москва, Болшой театър, 1971 г. – Елен Безухова
- Ж. Бизе „Кармен“, Лас-Палмас, театър „Перес Галдос“, 1972 г. – Кармен
- Дж. Верди, „Трубадур“, Москва, Болшой театър, 1972 г. – Азучена
- К. Сен-Санс „Самсон и Далила“, Барселона, театър „Лисео“, 1974 г. – Далила
- Ж. Масне „Вертер“, Марселска опера, 1974 г. – Шарлота
- К. Молчанов „Зорите тук са тихи“, Москва, Болшой театър, 1975 г. – Женя Комелкова
- Дж. Верди „Дон Карлос“, Милано, Ла Скала 1977 – Еболи
- Дж. Верди „Бал с маски“, Милано, Ла Скала, 1977 г. – Улрика
- П. Маскани „Селска чест“, Голямата зала на Московска консерватория, 1977 г. – Сантуца
- Ф. Чилеа „Адриана Лекуврьор“, Сан Франциско Опера, 1977 г. – Принцеса ди Буйон
- Б. Барток „Замъкът на херцога Синята брада“, Москва, Болшой театър, 1978 г. – Юдит (перва изпълнителка в Русия)
- В. Белини „Норма“, Ню Йорк, Метрополитън Опера, 1979 г. – Адалджиза
- Н. Римски-Корсаков „Садко“, Москва, Болшой театър, 1979 г. – Любава
- И. Стравински „Цар Едип“, Милано, Ла Скала, 1980 г. – Йокаста
- Г. Доницети „Анна Болейн“, Милано, Ла Скала, 1982 г. – Джована (Джейн Сиймур)
- К. Глук „Орфей и Евридика“, Барселона, театър „Лисео“, 1982 г. – Орфей
- Л. Керубини „Медея“, Мерида, Римски театър, 1989 г. – Нерис
- О. Респиги „Пламъкът“, Мадрид, театър Сарсуела, 1990 г. – Силвана
- Ж. Масне „Иродиада“, Мерида, Римски театър, 1990 г. – Иродиада
- Г. Доницети „Фаворитката“, Лас-Палмас, театър Перес Галдос, 1992 г. – Леонора
- Дж. Пучини „Сестра Анджелика“, Сан Франциско, Опера, 1992 г. – Херцогиня
- С. Прокофиев „Играчът“, Милано, Ла Скала, 1996 г. – Бабичка
- Дж. Верди „Луиза Милер“, Барселона, Дворец на музика, 1999 г. – Федерика
- Г. Доницети „Дъщерята на полка“, Токио, Болонски театър Комунале, 2006 г. – Маркиза ди Беркенфилд
- И. Штраус „Прилепът“, Вашингтон, Кенеди-центр, 2003 г. – Княз Орловски

### Роли в драматичен театър
- Ренато Мейнарди „Антонио фон Елба“, Москва, театър на Роман Виктюк, режисьор Роман Виктюк, 2000 г. – Амалия,
- Алдо Николаи „Реквием по Радамес“, Московски театър на Сатирата, режисьор Роман Виктюк, 2012 г. – Норма Кверчолини

### Музикални филми
- 1977 – „Моя Кармен“ – Награда на XIV фестивал на телевизионни фили в Прага, 1978 г.
- 1979 – „И образ мой предстанет тебе“
- „Счастливое содружество“
- 1980 – „Елена Образцова в Японии“
- 1980 – „Поёт Елена Образцова“
- 1981 – „Селска чест“
- 1984 – „Весела вдовица“
- 1988 – „Любовь и муки Елены Образцовой“
- 1991 – „Выше, чем любовь“
- 1995 – „Елена Великая“ [4]

### Дискография
Някои от многобройните записи на певицата :
- „Князь Игорь“, А. Бородин – Кончаковна, диригент М. Ермлер, Мелодия, 1967 г.
- „Дон Карлос“, Дж. Верди – Еболи, диригент К. Абадо, Myto, 1977 г.
- „Кармен“, Ж. Бизе – Кармен, диригент К. Клейбер, Melodram, 1978 г.
- „Набуко“ Дж. Верди – Фенена, диригент Р. Мути, EMI Records, 1978 г.
- „Трубадур“, Дж. Верди – Азучена, диригент Х. фон Караян, EMI Records, 1978 г.
- „Адриана Лекуврьор“, Ф. Чилеа – Принцеса ди Буйон, диригент Дж. Левайн, CBS, 1978 г.
- Девета симфония, Л. ван Бетховен, диригент Л. Маазел, CBS, 1979 г.
- „Луиза Милер“, Дж. Верди – Принцеса Федерика, диригент Л. Маазел, Deutsche Grammophon, 1979 г.
- „Вертер“, Ж. Масне – Шарлота, диригент Р. Шайи, Deutsche Grammophon, 1979 г.
- „Самсон и Далила“, К. Сен-Санс – Далила, диригент Д. Баренбойм, Deutsche Grammophon, 1979 г.
- „Риголето“, Дж. Верди – Мадалена, диригент К.-М. Джулини, Deutsche Grammophon, 1980 г.
- „Замъкът на херцога Синята брада“, Б. Барток – Юдит, диригент Я. Ференчик, Hungaroton, 1981 г.
- „Бал с маски“, Дж. Верди – Улрика, диригент К. Абадо, Deutsche Grammophon, 1981 г.
- „Аида“, Дж. Верди – Амнерис, диригент К. Абадо, Deutsche Grammophon, 1982 г.
- „Селска чест“, П. Маскани – Сантуца, диригент Ж. Претер, Philips, 1996 г.

## В чест на Елена Образцова
През юни/юли 2015 г. се провежда европейско турне с участието на сопрано Анна Нетребко, бас Илдар Абдразаков, тенор Алексанъдр Антоненко и мецосопран Екатерина Губанова, посветено на паметта на Елена Образцова. По време на турнето артистите изпълняват в Париж (Версай), Виена, Москва, Прага и Барселона арии от италиански опери в съпровод на оркестри под управление на диригента Марко Армилиато.
На 14 октомври 2014 г. в Москва, в Мемориалното имение на Фьодор Шаляпин, се организира голяма изложба за юбилея на оперната певица. Изложбата продължава до 25 януари 2015 года.

## Проекти
- Благотворителен концерт в памет на загиналите по време на терористичен акт на централния пазар във Владикавказ (1999, Северо-осетински държавен театър за опера и балет)
- Международен конкурс за млади оперни певци на Елена Образцова[24]
- Конкурс за певци в памет на Лучано Павароти (2008)
- Концерт в памет на Муслим Магомаев (2009)[25]
- Концерт в подкрепа на пострадали от стихия в Япония (2011)[26][27]
- Гала концерт „Отново заедно“ в чест на възсъединяване на Крим с Русия (10.05.2014, Голямата зала на Московска консерватория)

## Звания и награди

### Почетни звания
- Заслужила артистка на РСФСР, 1971
- Народна артистка на РСФСР, 1973
- Народна артистка на СССР, 1976
- Народна артистка на република Северна Осетия-Алания, 1999

### Научни звания
- Професор, 1984

### Държавни награди
- Златна Звезда на Герой на Социалистически Труд, 1990 г. – за изключителни заслуги в развитието на советското музикално изкуство[28]
- Орден „За заслуги пред Отечество“ II степен, 2009 г. – за изключителен принос в развитието на музикалното изкуство и многогодишна плодотворна творческа дейност[29]
- Орден „За заслуги пред Отечество“ III степен, 1999 г. – за голям принос в развитието на музикалното изкуство[30]
- Орден „За заслуги пред Отечество“ IV степен 2014 г. – за постигнати трудови успехи, заслуги в хуманитарната сфера, активна законодателна и обществена дейност, многогодишна добросъвестна работа[31]
- Орден на Ленин, 1990 г. – за изключителни заслуги в развитието на советското музикално изкуство[28]
- Орден Червеното Знаме на Труда, 1971 г., 1980 г. – за голяма работа при подготовката и провеждането на XXII Олимпиада[32]
- Ленинска награда, 1976 г.[28]
- Държавна награда на РСФСР „М. И. Глинка“, 1973 г.
- Почетна грамота на Правителството на Русия, 2011 г. – за заслуги в развитието на музикалното изкуство и плодотворна творческа дейност[33]
- Благодарност на Президента на Руската Федерации, 2001 г. – за голям принос в развитието на отечественото музикално-театрално изкуство[34]

### Награди на вокални конкурси
- Златен медал на конкурса на вокалисти на VIII Световен фестивал за младежта и студенти, Хелзинки, 1962 г.
- Златен медал на II Всесъюзен конкурс на вокалисти „М. И. Глинка“, Москва, 1962 г.
- Златен медал на IV Международен конкурс „П. И. Чайковски“, Москва, 1970 г.
- Златен медал на VIII Международен конкурс на вокалисти „Ф. Виняс“, Барселона, 1970 г.

### Награди на чуждестранни обществени организации
- Медал „Е. Гранадос“ – Испания, 1970 г.
- Награда „Златното перо на критика“ – Германия, 1972 г.
- Награда на Сан Франциско „За изключителни заслуги пред обществото“ – САЩ, 1977 г.
- Диплома „За изключителна интерпретация“ в категория „Музикални телевизионни програми“ на XIV Международен фестивал за телевизионни филми „Злата Прага“ – Чехословакия, 1977 г.
- Награда „Златен Верди“ – Италия, 1978 г.
- Медал „Бела Барток“ – Унгария, 1982 г.
- Гран-При на Френската Академия за звукозапис – Франция, 1982 г.
- Награда „Благодарност за участие в откриването на XX Международен конкурс Ф. Виняс“ – Испания, 1982 г.
- Награда на Асоциацията на театрите в Сицилия – Италия, 1994 г.
- Почетен медал на Китайска Народна Република, 1994 г.
- Орден на Свети Николай Чудотворец – Украина, 1998 г.
- Почетен медал на Фонда на Зураб Анджапаридзе – Грузия, 2001 г.
- Златен медал на Министерството на култура – Армения, 2009 г.
- Златен медал на театър „Лисео“ – Испания, 2009 г.
- Европейска награда Trebbia „За постижения в творческа дейност“ – Прага, 2010 г.
- Награда „В памет на участие в откриването на 47-и конкурс Ф. Виняс“ – Испания, 2010 г.
- Италианска награда „Златен мост“ („Ponte d’oro“), 2011 г.

### Регионални награди
- Медал „В памет на 300-годишнината на Санкт Петербург“, 2003 г.
- Почетна грамота на кмета на Москва, 2009 г.
- Почетен знак „За заслуги пред Санкт Петербург“, 2009 г., 2013 г.
- Златен медал на Законодателното събрание на Санкт Петербург, 2009 г.
- Орден „Ключът на доброто“, Кемеровска област, 2012 г.

### Награди на руски обществени организации
- Орден на Изкуства на Руската академия по изкуствознание и музикално изпълнителство, 1999 г.
- Руска оперна награда „Casta diva“, 2002 г.[35]
- Почетен медал на Академия на руското изкуство, 1999 г.
- Орден „Звезда Созидания“. Руска национална академия на култура, меценатство и благотворителност, 2004 г.
- Руска национална обществена награда „Руски Национален Олимп“, 2004 г.
- Висша руска обществена награда – Знак на Орден Свети Александър Невски „За Труд и Отечество“, 2004 г.
- Национална обществена награда „Добър Ангел“ в номинация „Муза на милосърдие“, 2006 г.
- Златен орден „Служение на изкуство“, Обществено движение „Добрите хора на света“, 2006 г.
- Орден Ломоносов, Национален комитет за обществени награди на Руската федерация, 2007 г.
- Орден Екатерина Велика, Академия на безопасността, отбрана и правов ред, 2008 г.
- Руска национална награда Людвиг Нобел, 2008 г.[36]
- Орден „За усердие во благо Отечества“, Национален фонд „Во благо Отечества“, 2008 г.
- Орден на Слава, Международна академия на творчеството, 2009 г.
- Награда „Златна лира“, списание „Планета Красота“, изд. ЮНЕСКО, 2009 г.
- Награда „Древо жизни“, Благотворителен фонд „Древо жизни“, Санкт-Петербург, 2012 г.

### Награди на Руска православна църква
- Орден „За преумножение добра на земле“, 2003 г.
- Орден на Свети Благоверен Даниил, Княз Московски I степен, 2009 г.
- Орден на Света равноапостолна княгиня Олга I степен, 2014 г.[37]

## Членство в организации
- Член на Союза на театралните деятели на Руската Федерация
- Почетен член на Пушкинска академия, 1995 г.
- Член на Международното общество на приятелите на Руски музей, 1998 г.
- Почетен член на Руската академия по изкуствознание и музикално изпълнителство, 1999 г.
- Действителен член на Академия на руското изкуство, 1999 г.

## Посветено на живота и творчеството на Елена Образцова
- Малка планета 4623, открита на 24 октомври 1981 г., получава име Образцова.
- Пощенска марка „Елена Образцова“ от серията „Известни петербуржци“, 2003 г.
- Книга „Елена Образцова. Записки в пути. Диалоги.“, автор Р. Шейко, изд-во „Искусство“, 1984 г., 1987 г.
- Книга „Елена Образцова. Творческий портрет“, автор В. Тимохин, изд-во „Музыка“, 1979 г., 1988 г.
- Книга „Елена Образцова. Голос и судьба“, автор А. Парин, изд-во „Аграф“, 2009 г.